# دارسی بوسل
دارسی بوسل (متولد مارنی مرسدس Darcey Pemberton Crittle ; ۲۷ آوریل ۱۹۶۹) یک بالرین بازنشسته انگلیسی و داور سابق مسابقه رقص تلویزیون بی‌بی‌سی است.
بوسل که در مدرسه آموزشی هنر و مدرسه باله سلطنتی آموزش دیده بود، کار حرفه‌ای خود را در باله سلطنتی سادلر ولز آغاز کرد، اما تنها پس از یک سال به باله سلطنتی نقل مکان کرد، جایی که در ۲۰ سالگی به جوانترین رقصنده اصلی تبدیل شد. بوسل به عنوان یکی از بالرین‌های بزرگ بریتانیایی مورد تحسین قرار گرفته‌است.